# Església fortificada de Dârjiu
L'església fortificada de Dârjiu (en romanès: Biserica fortificată din Dârjiu; en hongarès: Székelyderzsi erődtemplom) és una església fortificada unitària a Dârjiu (Székelyderzs), al comtat de Harghita, a la regió de Transsilvània de Romania. Va ser construït per la comunitat hongaresa Székely en un moment en què la zona pertanyia al Regne d'Hongria . Inicialment catòlic romà, es va fer unitarià després de la reforma. L'església destaca pels seus frescos interiors i, juntament amb el poble que l'envolta, forma part dels pobles amb esglésies fortificades a Transsilvània, Patrimoni Mundial de la UNESCO.

## Descripció

### Església i fortificacions
Construïda per primera vegada en estil romànic entre els segles XIV – XV, l'església es va transformar en gòtica a la segona part del segle XV. Els arcs de volta de mig punt cilíndrics, que arriben a la nau i al cor, daten de la primera meitat del segle XVI. Les voltes estan sostingudes per mènsules que al cor tenen decoracions esculpides: un pelicà amb pollets, el sol, la lluna, màscares i un aret simètric. Els contraforts daten de la mateixa època i estan units per una mènsula i uns petits arcs que sostenen el merlet. L'església fa 28 metres de llarg, 7 d’amplada i 20 d’alçada; la coberta de pissarra és del 1760.
Les fortificacions, erigides el 1400, assolir la seva forma final cap al 1530. Les parets de 5 m d’alçada formen un quadrat; els seus baluards tenen un angle oblic i sobresurten de les parets a les quatre cantonades. Un bastió similar es troba al mig de la muralla occidental. L'element més antic i visible de les fortificacions, la torre, es troba al sud de l'església. La torre de la porta conserva la seva forma original, amb obertures per disparar armes que es poden tancar amb persianes de fusta. Les modificacions del 1788 van incloure la creació d'espais d'emmagatzematge per als vilatans.

### Frescos i reconeixement

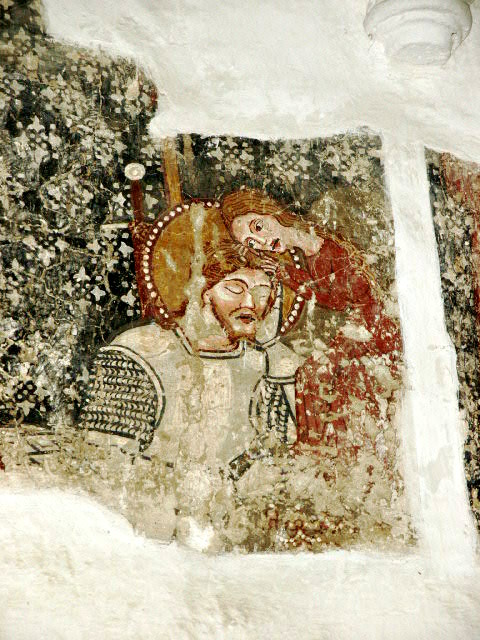
Fresc que representa sant Ladislau descansant en braços de donzella

L’interior de l'església presenta una sèrie de pintures murals parcialment destruïdes però valuoses. Aquestes obres gòtiques amb influència del Renaixement italià van ser executades el 1419 per Pau d’Ung; la més detallada és una conversió de l'apòstol Pau que inclou el retrat de l'artista. A The Pursuit of the Cuman, que forma part d’un grup de llegendes de Saint Ladislaus, Paul va aconseguir integrar el tema en els altres elements de la composició. Altres temes que va pintar van ser el martiri dels deu mil i diversos sants bisbes. Sota el seu retrat, en minúscula gòtica, va escriure una declaració d'amor en llatí: "Aquesta obra va pintar i preparar el mestre Pau, fill d'Esteve d'Ung, 1419 dC; va escriure aquesta inscripció tot tenint present una bella noia". Els danys als frescos es van produir quan es van construir els arcs i més tard, al segle XVII, quan s'hi va instal·lar un púlpit.

El 1999, Dârjiu, juntament amb altres cinc llocs, es va afegir a la ja llistada Biertan per formar els pobles amb esglésies fortificades a Transsilvània, Patrimoni Mundial de la UNESCO. A més, l'església està catalogada com a monument històric pel Ministeri de Cultura i Afers Religiosos de Romania, amb les fortificacions catalogades com a entrada independent.

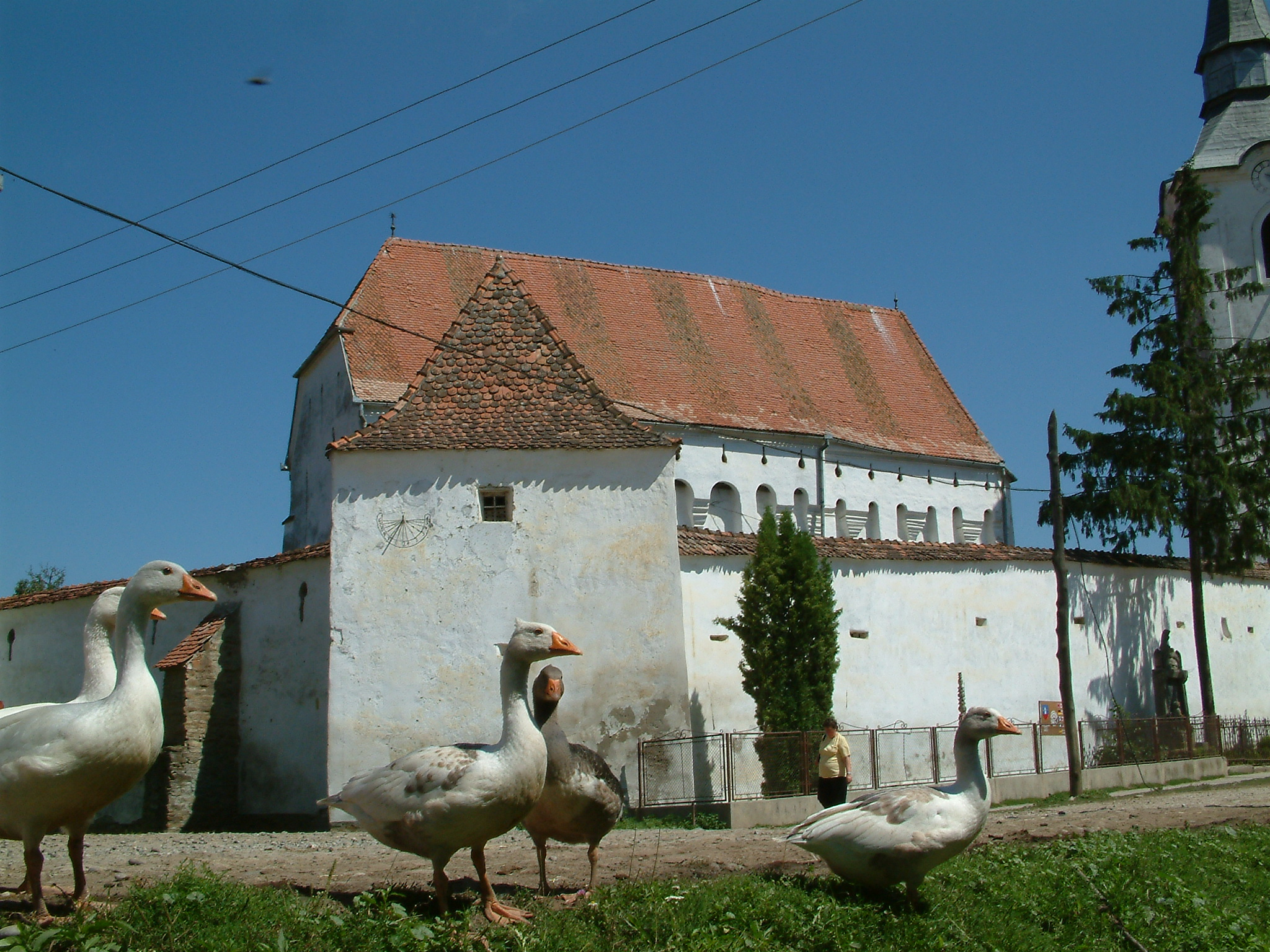
Vista exterior
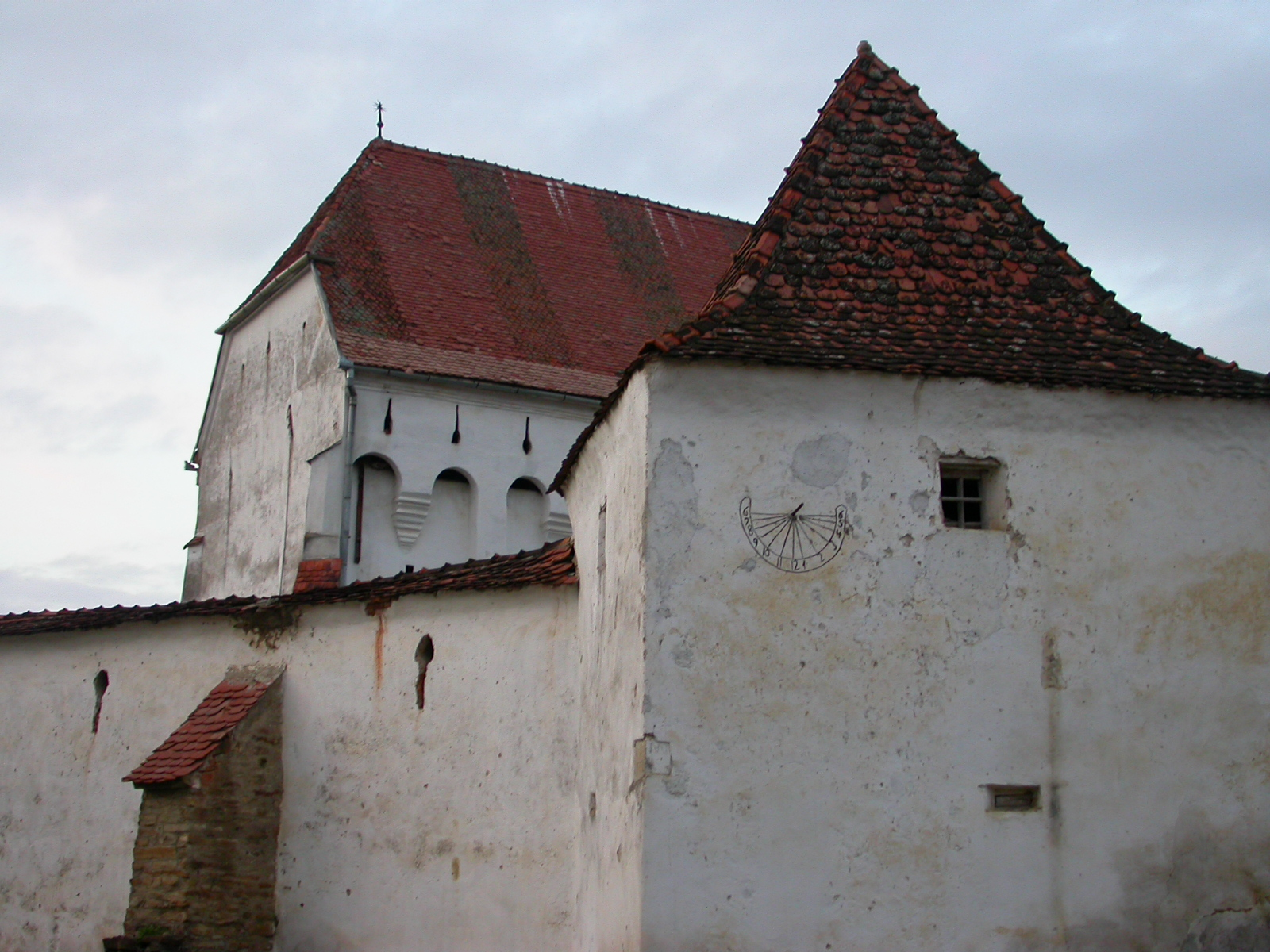
Una altra vista exterior
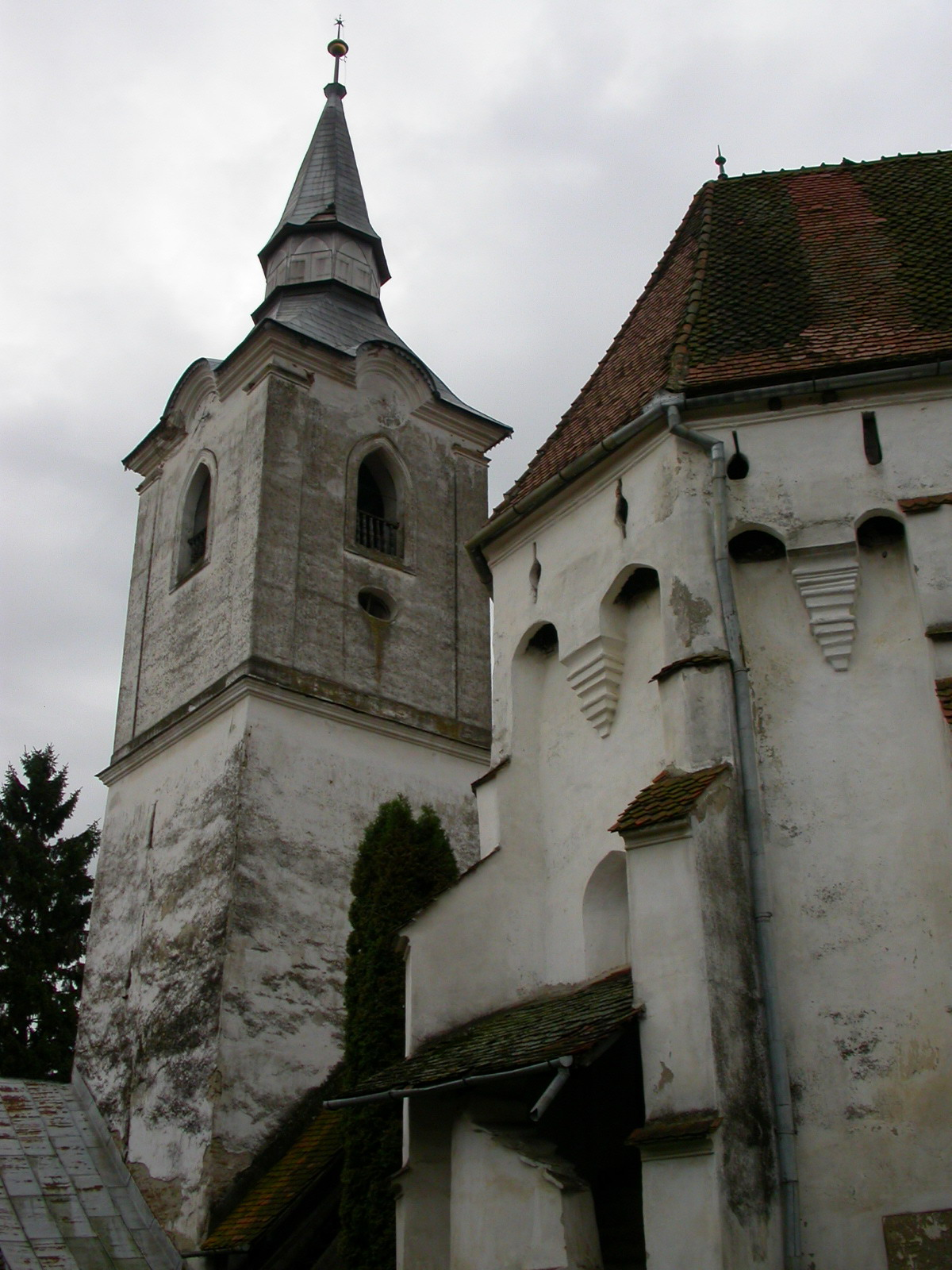
Torre
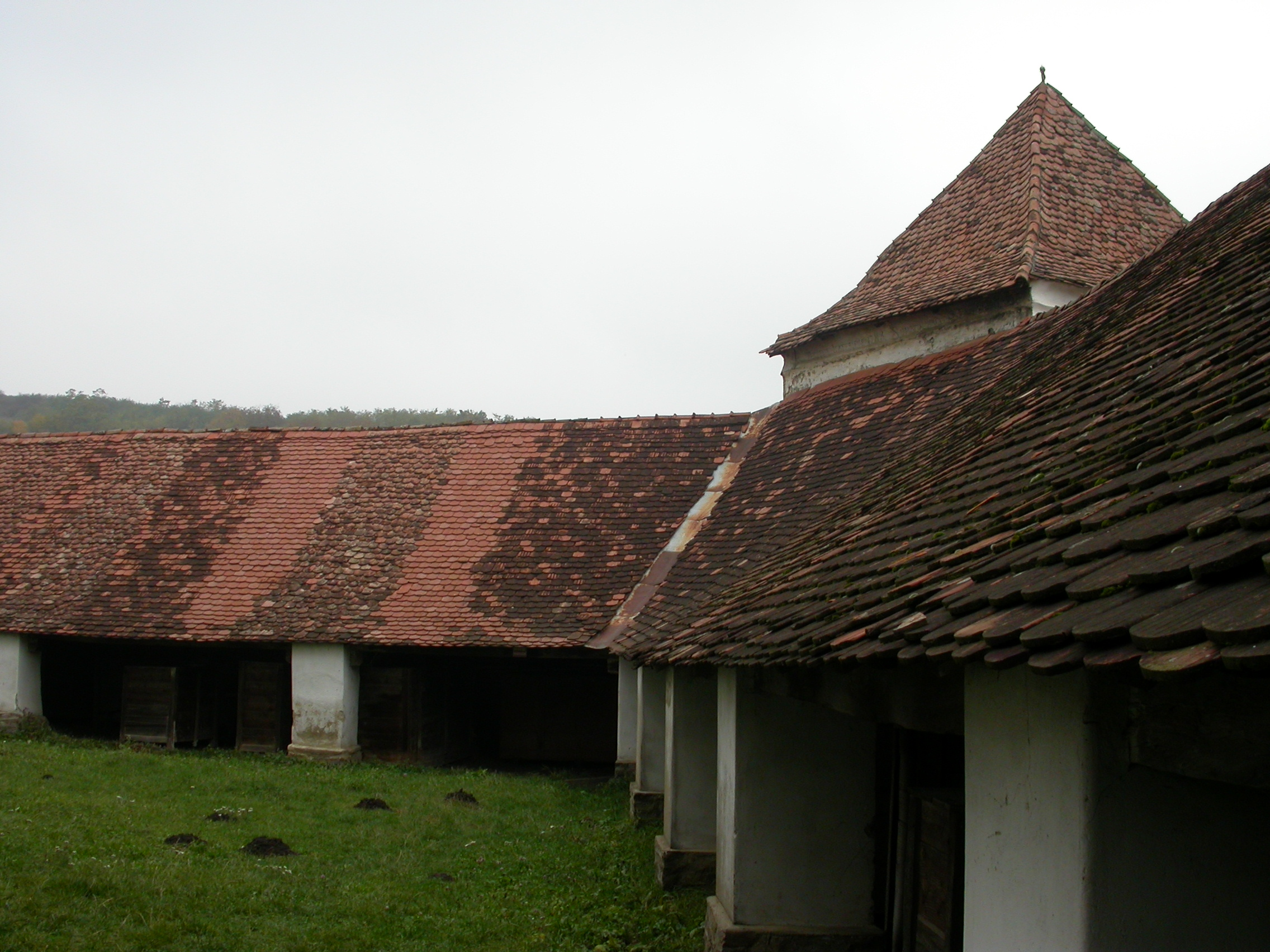
Fortificacions des de l'interior
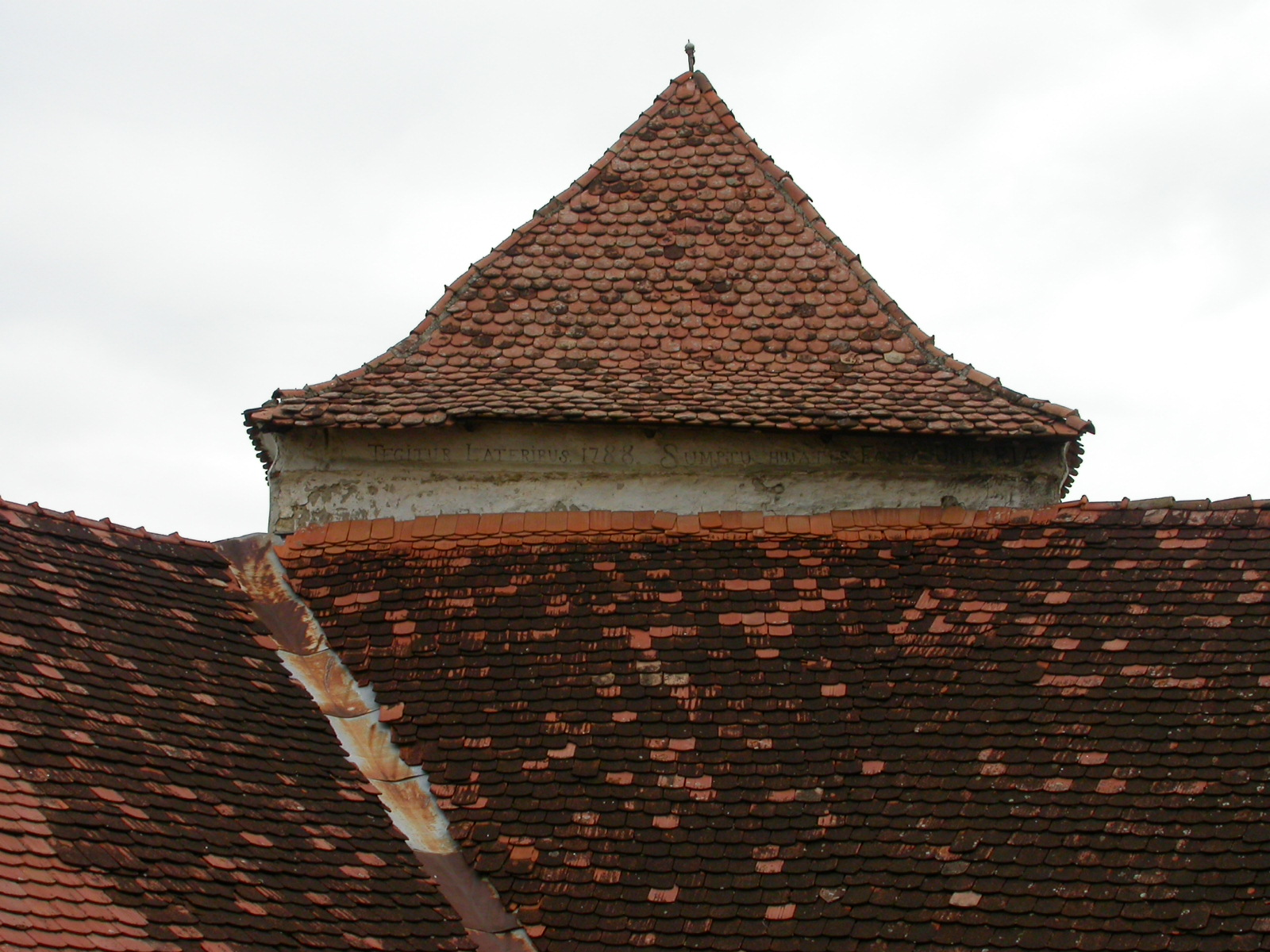
Bastió
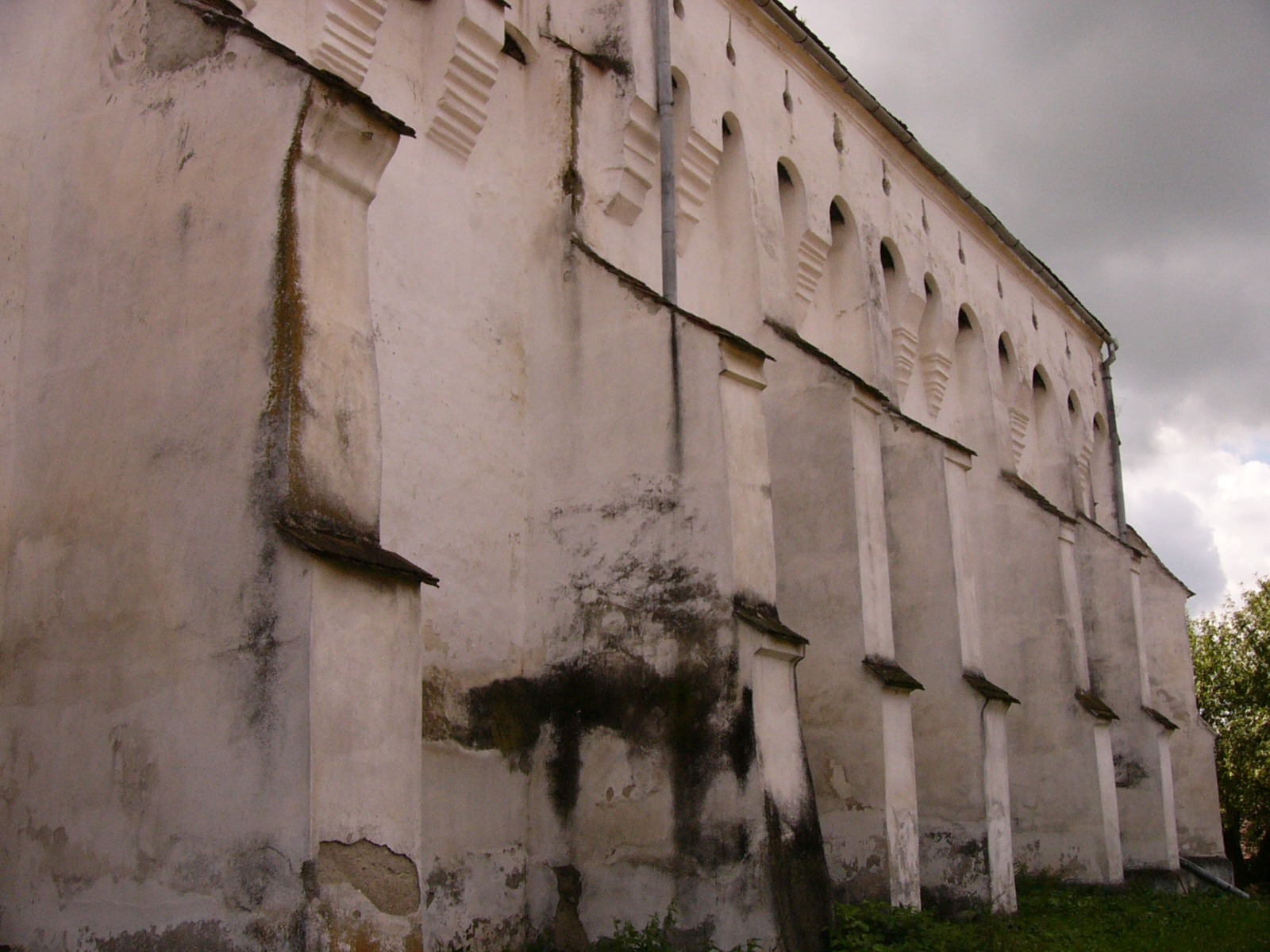
Detall exterior de l'església
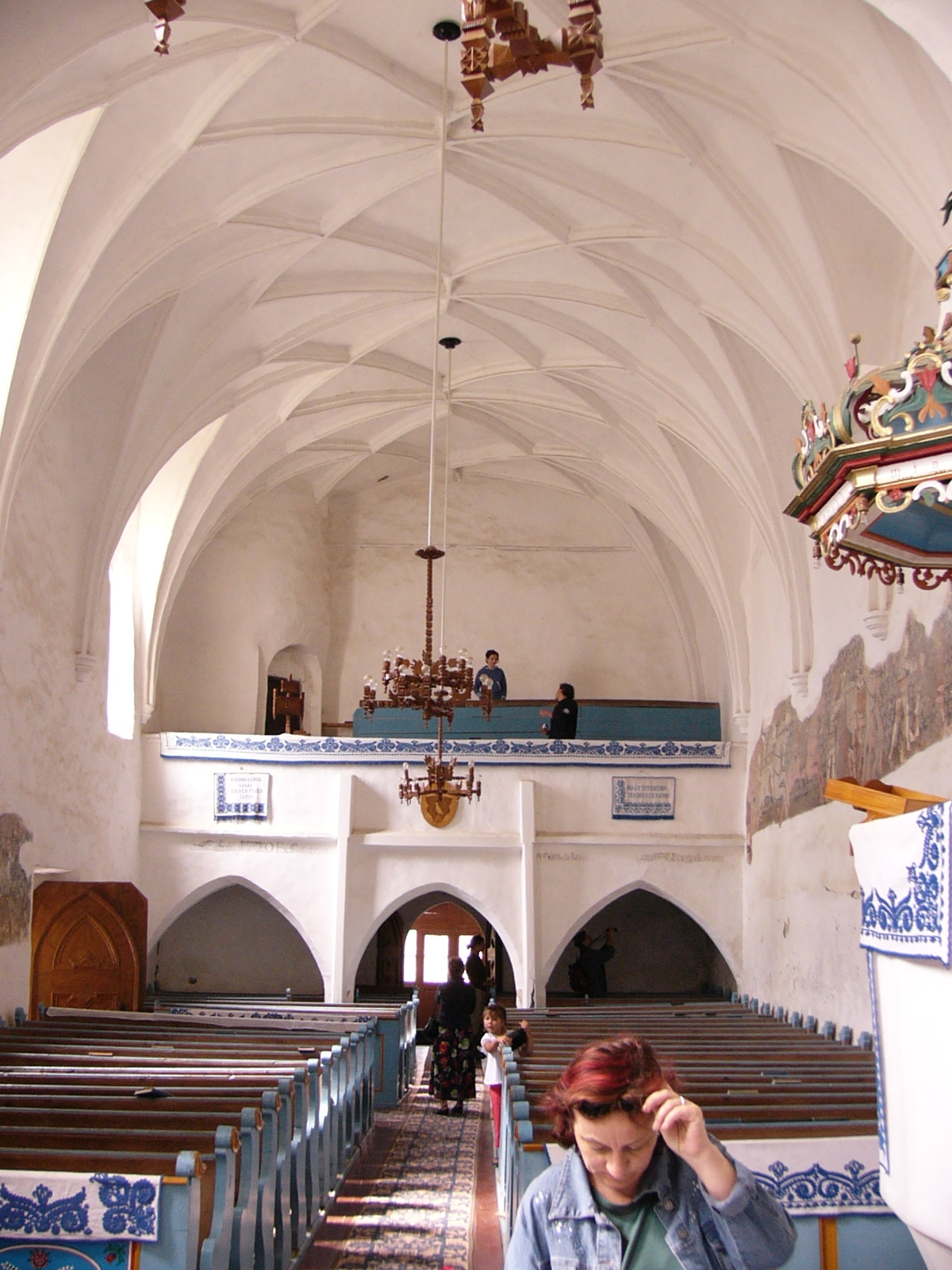
Interior de l'església
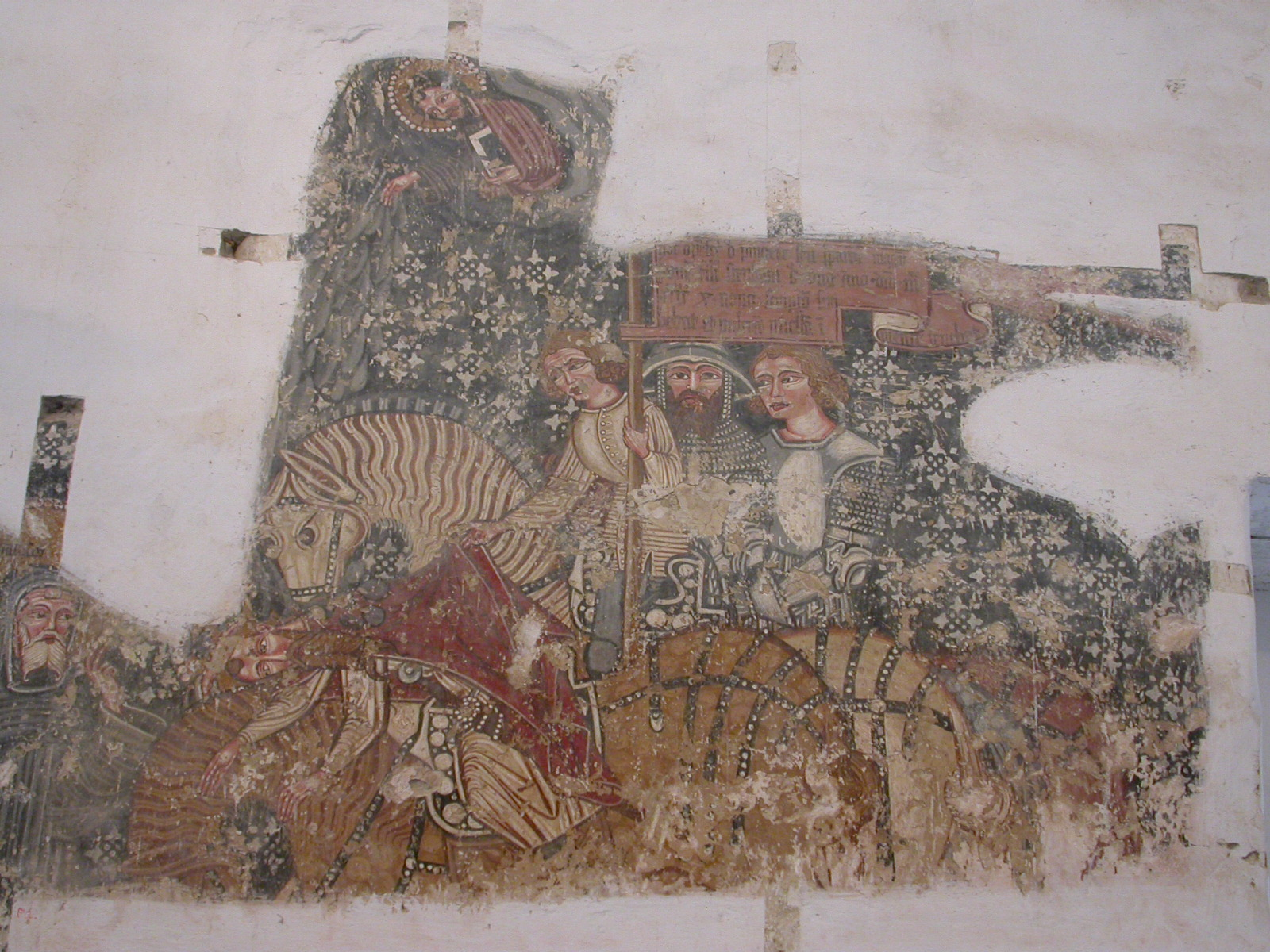
Mural de Sant Ladislau